# 최민서 (바둑 기사)
최민서(崔珉瑞, 2007년 3월 6일 ~ )는 대한민국의 바둑 기사이다.

## 약력
경기도 군포시 출신으로 초등학교 방과후 수업을 통해 처음 바둑을 접했고 학교의 추천으로 군포 진석바둑도장에서 전영규, 김형우 사범의 바둑 지도를 받았다. 2019년 제1회 대통령배 전국바둑대회 초등최강부에서 김태헌을 꺾고 우승했다. 2020년 제14회 영재입단대회에서 박지현과 함께 입단했다. 2023년에 4단으로 승단했다.